# Вика сочевична
Вика сочевична, горошок чоткоподібний (Vicia ervilia) — вид рослин з родини бобових (Fabaceae), поширений у Середземноморському регіоні й Центральній Азії.

## Опис
Однорічна рослина до 70 см заввишки, від голої до рідко запушеної. Вісь листка закінчується коротким вістрям; вісь квітконосів закінчується коротким остюком. Листочки 5–15 × 1–3 мм, від вузьколінійних до довгасто-ланцетних; прилистки довгозубчасті. Період цвітіння: березень — червень. Квітки 7–12 мм, бузкові, рожеві, блідо-жовті або білі. Чашечка 5–7 мм, ± притиснуто-запушена. Боби довгасто-лінійні, 12–25 × 3–5 мм, зі здуттям. Насіння 2–4. 2n = 14.

## Середовище проживання
Поширений у Середземноморському регіоні й Центральній Азії від Португалії до Казахстану; росте в чагарниках, на кам'янистих схилах, осипах, полях і виноградниках, узбіччях доріг та порушених районах; на висотах від 0 до 2000 метрів.
В Україні вид зростає на сухих відкритих схилах — у північно-східній частині Степу (Луганська обл.) і Криму (Карадаг), рідко.

## Використання
Цей вид культивується на Близькому Сході, а також, ймовірно, його випасають дикі та одомашнені види на пасовищах та в сільськогосподарських полях.